# Yuntai, Gansu
Yuntai är en köping i nordvästra Kina. Den ligger i Kang härad i staden Longnan i provinsen Gansu, omkring 330 kilometer sydost om provinshuvudstaden Lanzhou. Antalet invånare är 10 962. Befolkningen består av 4 998 kvinnor och 5 964 män. Barn under 15 år utgör 13,0 %, vuxna 15-64 år 77 %, och äldre över 65 år 9,0 %.